# Chvalovice (Kovanice)
Chvalovice jsou vesnice v okrese Nymburk a část obce Kovanice. Nachází se jeden kilometr jihovýchodně od Kovanic. Vesnicí prochází původní trasa silnice I/38, která je nyní vedena východně obchvatem. Na severu obtéká vesnici řeka Labe.

## Historie
První písemná zmínka o vesnici pochází z roku 1390. Roku 1570 vesnice patřila ke kovanickému statku, o který se dělili bratři Jan, Zikmund a Václav Chvalovští z Ledec.
Ve Chvalovicích (368 obyvatel, samostatná obec se později stala součástí Kovanic) byly v roce 1932 evidovány tyto živnosti a obchody: dva hostince, kolář, kovář, 27 rolníků, obchod se smíšeným zbožím a trafika.

## Další fotografie

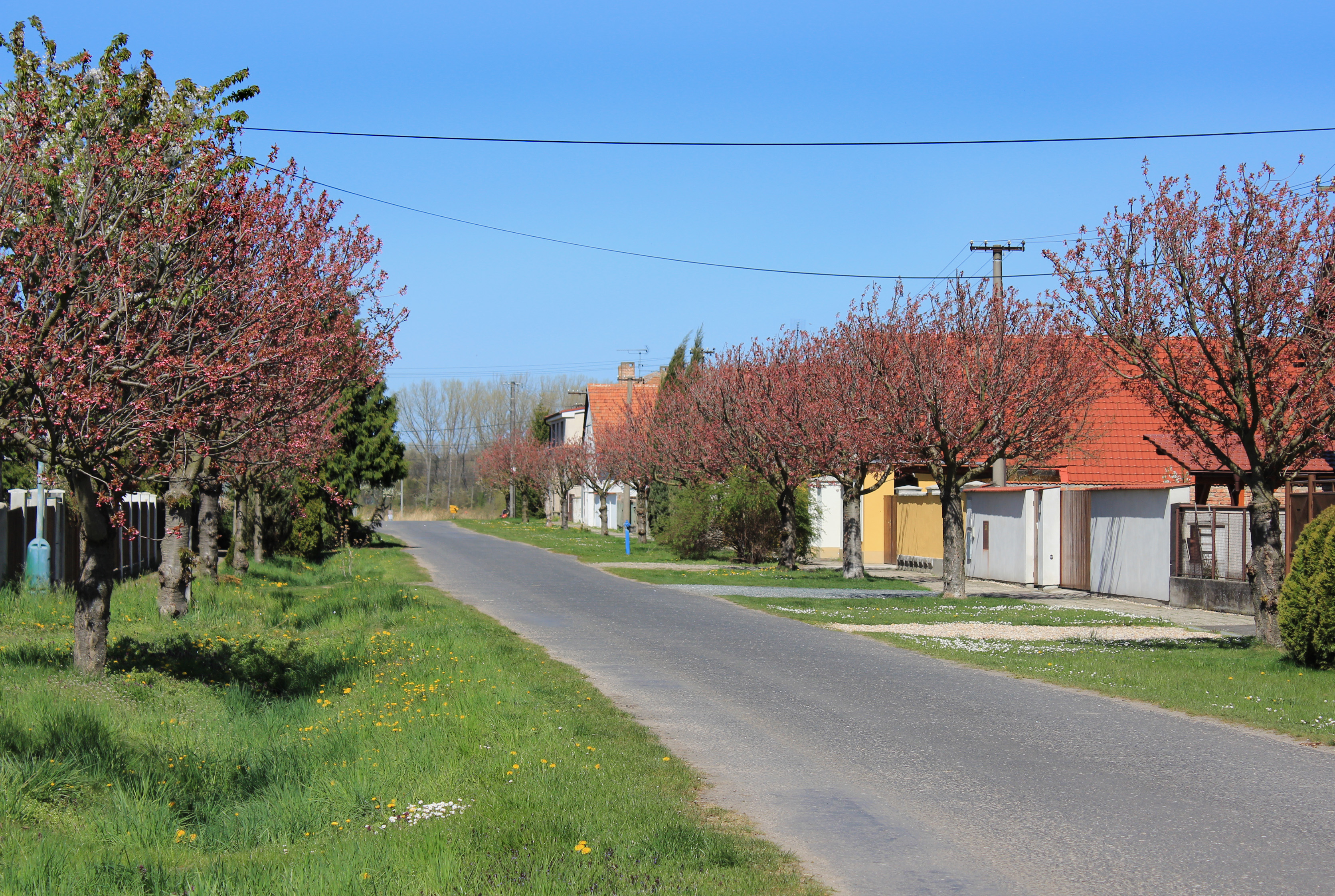
Postranní ulice
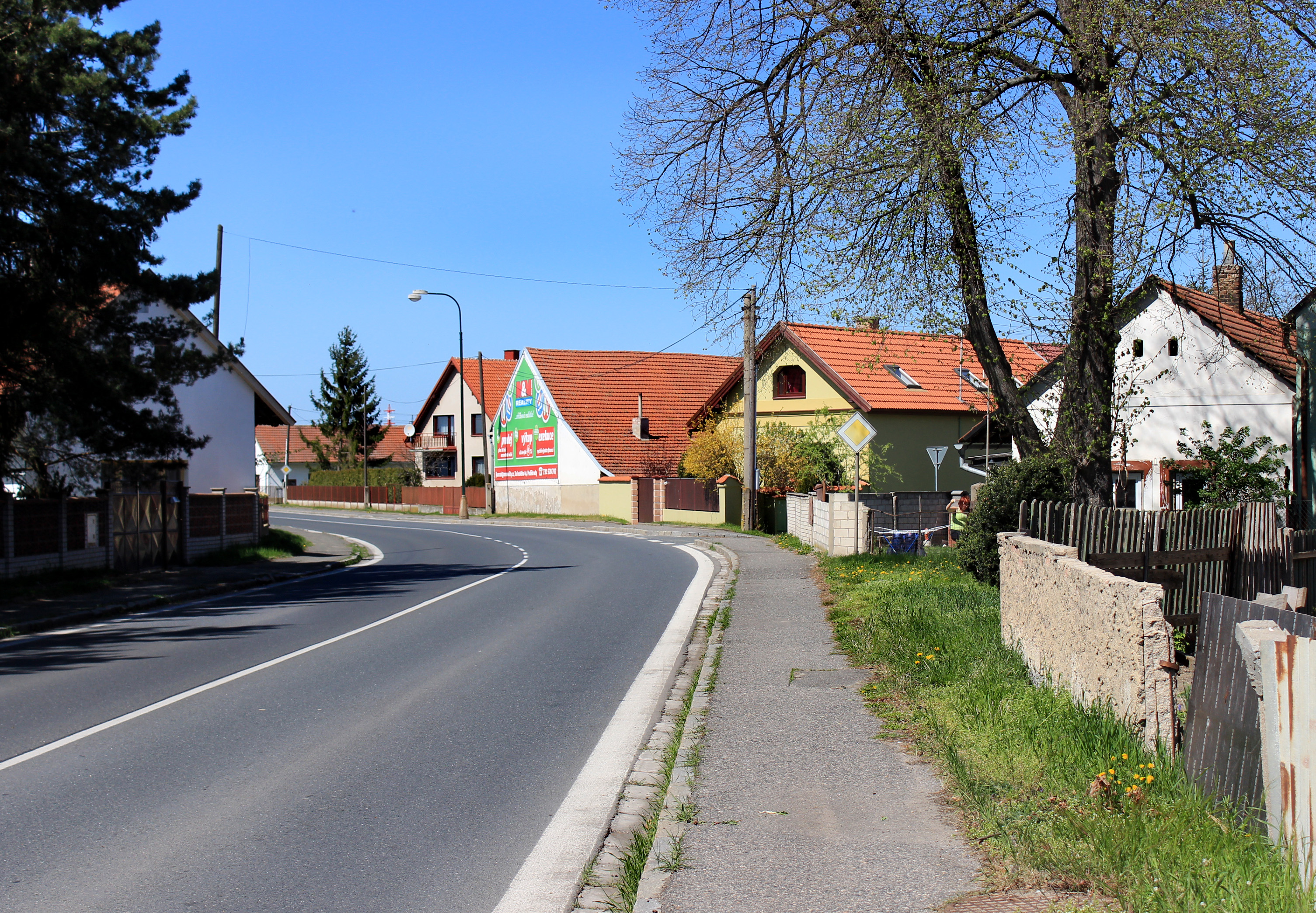
Silnice směrem k Nymburku
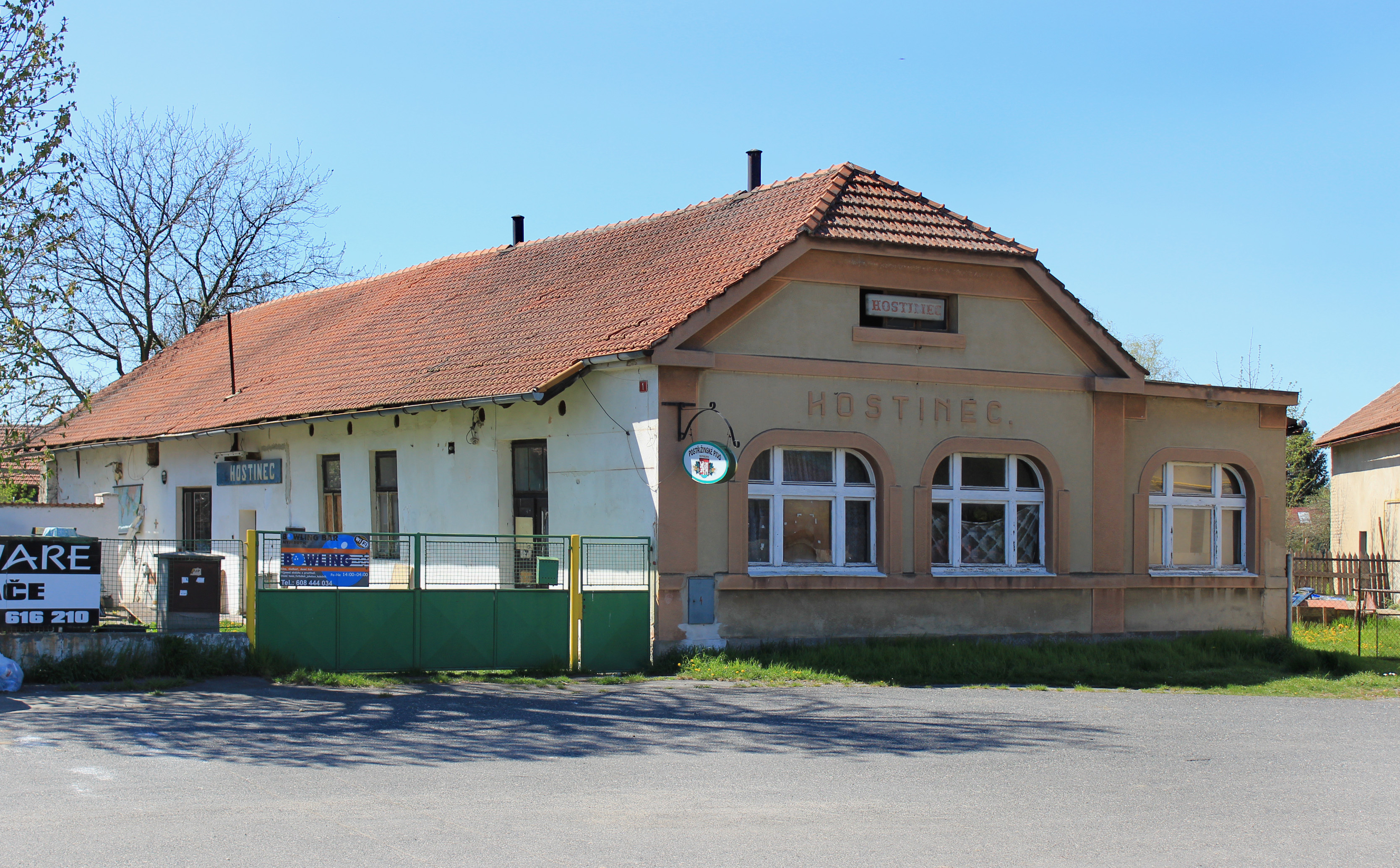
Restaurace na návsi